# مارسيل مولر
مارسيل مولر (بالألمانية: Marcel Müller)‏ هو لاعب هوكي الجليد ألماني، ولد في 10 يوليو 1988 في برلين في ألمانيا.

## وصلات خارجية
- مارسيل مولر على موقع دوري الهوكي الوطني (الإنجليزية)
- مارسيل مولر على موقع EliteProspects.com (الإنجليزية)
- مارسيل مولر على موقع Eurohockey.com (الإنجليزية)
- مارسيل مولر على موقع HockeyDB.com (الإنجليزية)
- مارسيل مولر على موقع Hockey-Reference.com (الإنجليزية)
- مارسيل مولر على موقع أوليمبيديا (الإنجليزية)